# Anna Catharina Elisabeth Heinicke

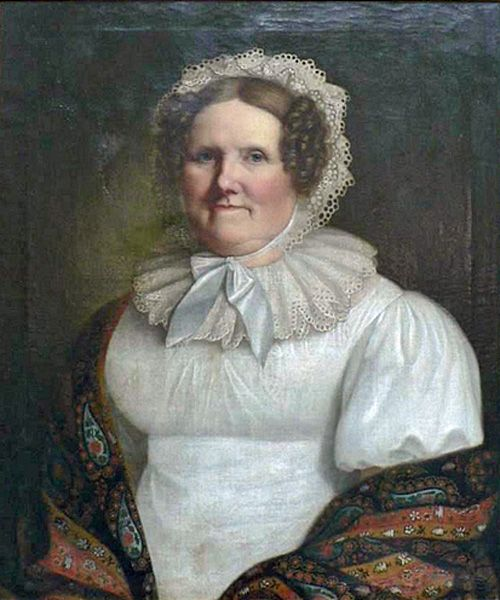
Anna Catharina Elisabeth Heinicke im Alter von 64 Jahren

Anna Catharina Elisabeth Heinicke, geb. Kludt, verw. Morin (* 9. November 1757 in Jüthorn bei Wandsbek; † 6. August 1840 in Leipzig) war eine deutsche Gehörlosenpädagogin und langjährige Direktorin des Taubstummeninstituts in Leipzig.

## Leben
Anna Catharina Elisabeth Kludt war die Tochter des Arbeiters Simon Kludt und dessen Frau Sophia Elisabeth Hendel. Sie hatte 18-jährig geheiratet (Morin), war aber bereits nach einem Jahr 1776 Witwe geworden. Sie hatte zwei taubstumme Brüder, die von dem Taubstummenlehrer Samuel Heinicke unterrichtet wurden, der Küster, Organist und Schulmeister an der St.-Johannis-Kirche in Hamburg-Eppendorf war. Dessen erste Frau war nach 21-jähriger Ehe 1775 gestorben. Heinicke warb um die 30 Jahre jüngere Witwe, und sie heirateten 1778 in Hamburg.
Im gleichen Jahr zogen sie mit Heinickes vier Kindern aus erster Ehe und neun Schülern nach Leipzig, wo Heinicke das „Chursächsische Institut für Stumme und andere mit Sprachgebrechen behaftete Personen“ als erste staatliche Gehörlosenschule in Deutschland eröffnete. Obwohl ab 1782 rechtlich der Universität Leipzig unterstellt, wurde die Schule in den ersten Jahren in angemieteten Wohnungen betrieben. Heinickes Frau besorgte den auf diese Weise großen Haushalt und unterwies, durch ihre Brüder an den Umgang mit Taubstummen gewöhnt, die Schülerinnen in Handarbeiten und ähnlichem. Mit der Zeit übernahm sie die Lehrmethoden ihres Mannes.
Die Familie vergrößerte sich durch die Geburten der Kinder Wilhelmine Rosina (1778), Amalie Regina (1783) und Samuel Anton (1788). Samuel Heinicke starb 1790 und hinterließ die Familie unversorgt. Selbstbewusst bewarb sich seine Witwe in mehreren Schreiben an den Kurfürsten Friedrich August III. um die Direktion der Schule. Diese wurde ihr schließlich zusammen mit dem Hilfslehrer August Friedrich Petschke (1759–1822) im Oktober 1790 übertragen. Nachdem sie einen Heiratsantrag Petschkes abgelehnt hatte, gab es Probleme in der Zusammenarbeit, und der Kurfürst ernannte 1792 Petschke zum ersten Lehrer und sie zur alleinigen Direktorin. 
Die Stellung als erste Direktorin einer Gehörlosenschule in Deutschland bekleidete sie 38 Jahre. 1810 erreichte sie zur Verbesserung des Weges Gehörloser ins Berufsleben, dass Lehrmeistern, die einen Gehörlosen ausbildeten, 50 Taler Prämie gezahlt wurden. Vor der Leipziger Völkerschlacht sicherte sie den Bestand der Schule durch einen Umzug von der Lage in der Vorstadt in die Innenstadt. 1818 führte sie an ihrem Haus eine Sonntagsschule ein, die gehörlosen Erwachsenen Weiterbildung, aber auch gesellige Zusammenkünfte bot. 1821 konnte Frau Heinicke dank einer Stiftung der Witwe Luise Carl (1762–1815) das erste eigene Gebäude der Schule für nunmehr bereits 38 Schülerinnen und Schüler erwerben.
1828, im Jahr des 50-jährigen Bestehens der Schule und ihres 50-jährigen Dienstjubiläums beantragte die 71-Jährige ihre Pension und empfahl als ihren Nachfolger den Lehrer Carl Gottlob Reich (1782–1852), der seit 1810 am Institut angestellt und seit 1816 mit ihrer Tochter Amalie Regina verheiratet war. Sie selbst blieb in der Schule wohnen und konnte 1839, ein Jahr vor ihrem Tode, noch die Grundsteinlegung für ein neues städtisches Schulgebäude erleben.

## Ehrungen
- Die seit 1880 nach Samuel Heinicke benannte Heinickestraße im Hamburger Stadtteil Eppendorf wurde durch Senatsbeschluss vom Oktober 2023 nun auch Anna Heinicke gewidmet.[2]

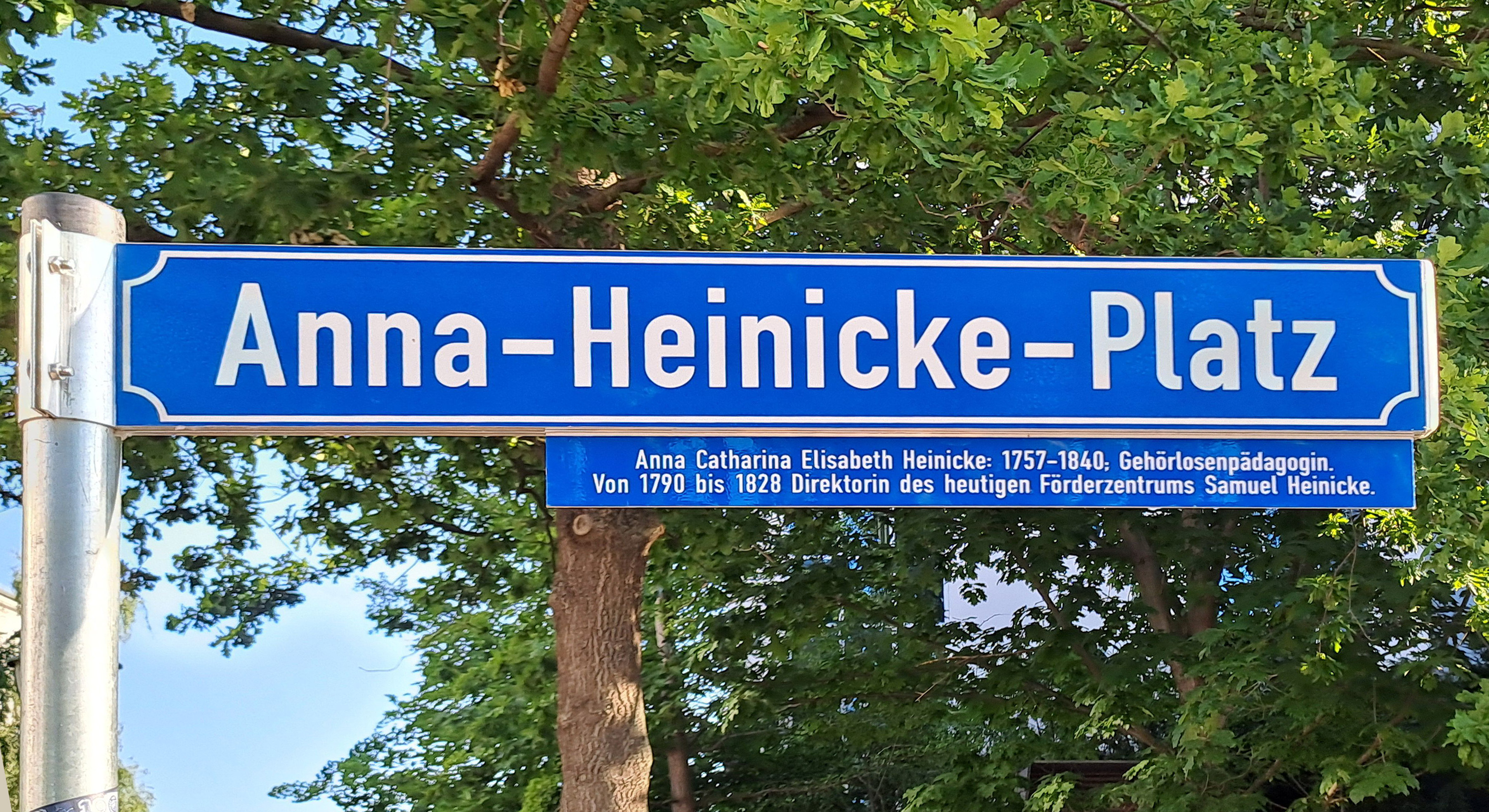
Anna-Heinicke-Platz (2025)

- In seiner Sitzung am 24. Januar 2024 beschloss der Leipziger Stadtrat die Benennung der bisher unbenannten Fläche zwischen der Prager Straße und der Karl-Siegismund-Straße, gegenüber der Sächsischen Landesschule für Hörgeschädigte Leipzig, in Anna-Heinicke-Platz.[3] Die Umbenennung wurde am 3. Februar 2024 im elektronischen Amtsblatt der Stadt Leipzig bekannt gemacht und ist seit dem 4. März 2024 bestandskräftig.[4] Am 24. Juni 2025 fand die feierliche Einweihung des Anna-Heinicke-Platzes statt, nachdem wenige Tage zuvor das Zusatzschild mit der Erläuterung zur Person angebracht worden war.